# Односи Републике Српске и Намибије
Односи Републике Српске и Намибије представљају спољне односе једног од два ентитета у Босни и Херцеговини, Републике Српске и Намибије, независне државе у јужној Африци, на обалама Атлантског океана. Република Српска и Намибија немају успостављена дипломатска, конзуларна или привредна представништва.

## Политички историјат
Република Српска је настала 9. јануара 1992. године као Република српског народа Босне и Херцеговине одлуком Скупштине српског народа у Босни и Херцеговини. Општим оквирним споразумом за мир у Босни и Херцеговини из 1995. године постала је међународно призната као ентитет Босне и Херцеговине.
Намибија, или званично Република Намибија, је држава у јужној Африци, на обалама Атлантског океана. Граничи се на Анголом и Замбијом на северу, Боцваном на истоку и Јужноафричком Републиком на југу. Независност је добила 1990. године од Јужноафричке Републике.

## Историјат односа
Први сусрет званичника Републике Српске и Републике Намибије десио се у Бањалуциу током маја мјесеца 2016. године, када су се састали предсједник Републике Српске Милорад Додик и државна делегација Намибије. Предсједник Републике Српске примио је у Бањалуци високу делегацију Министарства одбране Републике Намибије, предвођену генералом Намупала Теофилусом, која је боравила у службеној посјети Републици Српској.
Сарадња Републике Српске и Намибије најизраженија је кроз пословање фирме „Технички ремонт Братунац” (ТРБ). Технички ремонтни завод постоји у Братунцу од 1996. године, када су спојене фирме „Технички ремонт” из Хаџића и „Каолин” из Братунца. Током 2013. године Технички ремонт у Братунцу је и званично приватизован, а већински власник постала је јужноафричка компанија „ЕЛВ ГЛОБАЛ”. Технички ремонт Братунац, је потписао уговоре о сарадњи са Намибијом и Замбијом, а пословање је у највећој мјери оријентисано ка извозу.
Током мјесеца фебруара 2018. године предсједник Републике Српске Милорад Додик примио је у Бања Луци државну делегацију Републике Намибије, коју је предводио државни секретар Петер Вилхо, и руководство Техничког ремонта из Братунаца, коју је предводио Славен Ристић, чиме је потврђен наставак сарадње између Техничког ремонта и Намибије. Током ове посјете делегација Министарства одбране Намибије посјетила је погоне Техничког ремонта Братунац, као и погоне бијељинске Пословне јединице Техничког ремонта Братунац. У закупљеном простору фабрике „Елвако” у стечају , од августа 2017. године око 40 радника прави челичне конструкције за ову земљу.

## Поређење
|                 | Република Српска                                                                                                  | Намибија                |
| --------------- | --- | ----------------------- |
| Становништво    | 1.170.342 (2013)                                                                                                  | 2.113.077 (2011)        |
| Површина        | 25.053 km | 824.292 km              |
| Главни град     | Бања Лука (де факто) — 135.059 (180.053 шире подручје) Источно Сарајево (Сарајево де јуре) — 59.916 шире подручје | Виндхук — 322.500       |
| Облик владавине | Парламентарна република                                                                                           | Парламентарна република |
| Званични језик  | Језик српског народа, језик бошњачког народа и језик хрватског народа                                             | Енглески                |